# Biorbulina
Biorbulina es un género de foraminífero planctónico considerado un sinónimo posterior de Orbulina de la subfamilia Orbulininae, de la familia Globigerinidae, de la superfamilia Globigerinoidea, del suborden Globigerinina y del orden Globigerinida. Su especie tipo era Globigerina bilobata. Su rango cronoestratigráfico abarcaba desde el Messiniense (Mioceno superior) hasta el Calabriense (Plioceno medio).

## Descripción
Aunque Biorbulina es considerado un sinónimo subjetivo posterior de Orbulina, sus descripciones no coinciden. La principal diferencia propuesta para Biorbulina es su concha bilobada o bicamerada (con dos cámaras). Se debe a que su última cámara, aunque fuertemente abrazadora, no envuelve por completo la parte trocoespiralada como en Orbulina, dejando visible la penúltima cámara. Las formas tipo Biorbulina son poco abundantes, y por esta razón se consideró que eran formas aberrantes de Orbulina. No obstante, también podría ser considerado un taxón válido si se confirma que no incluye formas teratológicas.

## Discusión
Clasificaciones posteriores incluirían Biorbulina en la familia Orbulinidae.

## Paleoecología
Biorbulina, como Orbulina, incluye especies con un modo de vida planctónico (carnívoro, con simbiontes), de distribución latitudinal tropical a templada, y habitantes pelágicos de aguas superficiales a intermedias (medio epipelágico a mesopelágico superior).

## Clasificación
Biorbulina incluía a las siguientes especies:
- Biorbulina bilobata †
- Biorbulina jedlitschkai †